# Дідвела
Дідвела (груз. დიდველა) — село в Грузії.
За даними перепису населення 2014 року в селі проживає 661 особа.